# Mietvilla Dr.-Schmincke-Allee 19 (Radebeul)
Die Mietvilla Dr.-Schmincke-Allee 19 liegt im Stadtteil Serkowitz der sächsischen Stadt Radebeul, direkt am Fontainenplatz. Sie wurde 1892–1894 durch die ortsansässigen Baumeister Gebrüder Ziller errichtet.

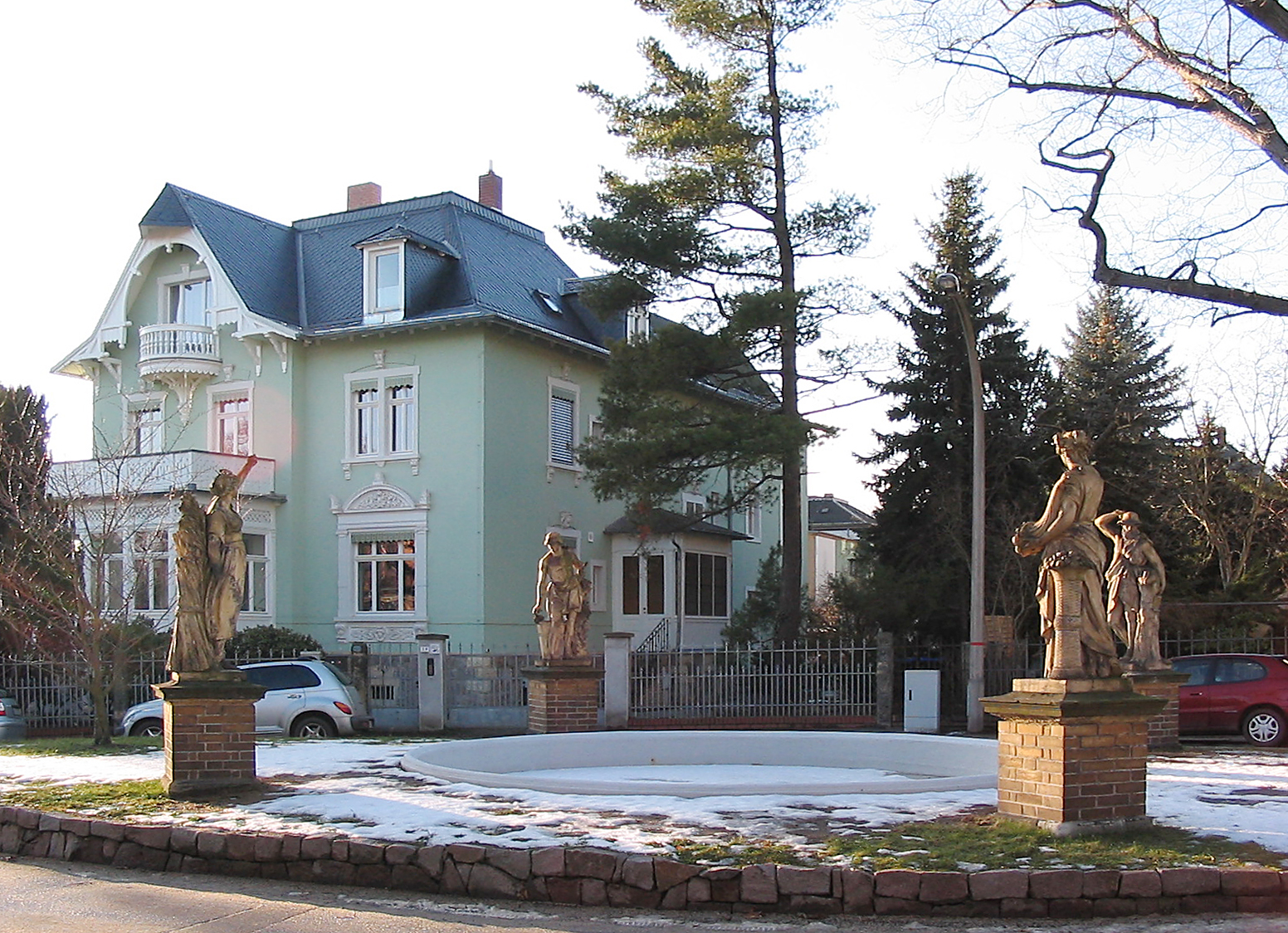
Mietvilla Dr.-Schmincke-Allee 19, am südwestlichen Rand des Fontainenplatzes, Winter 2009, Brunnenbecken frisch saniert und mit für den Winter abgeschalteter Fontänentechnik.

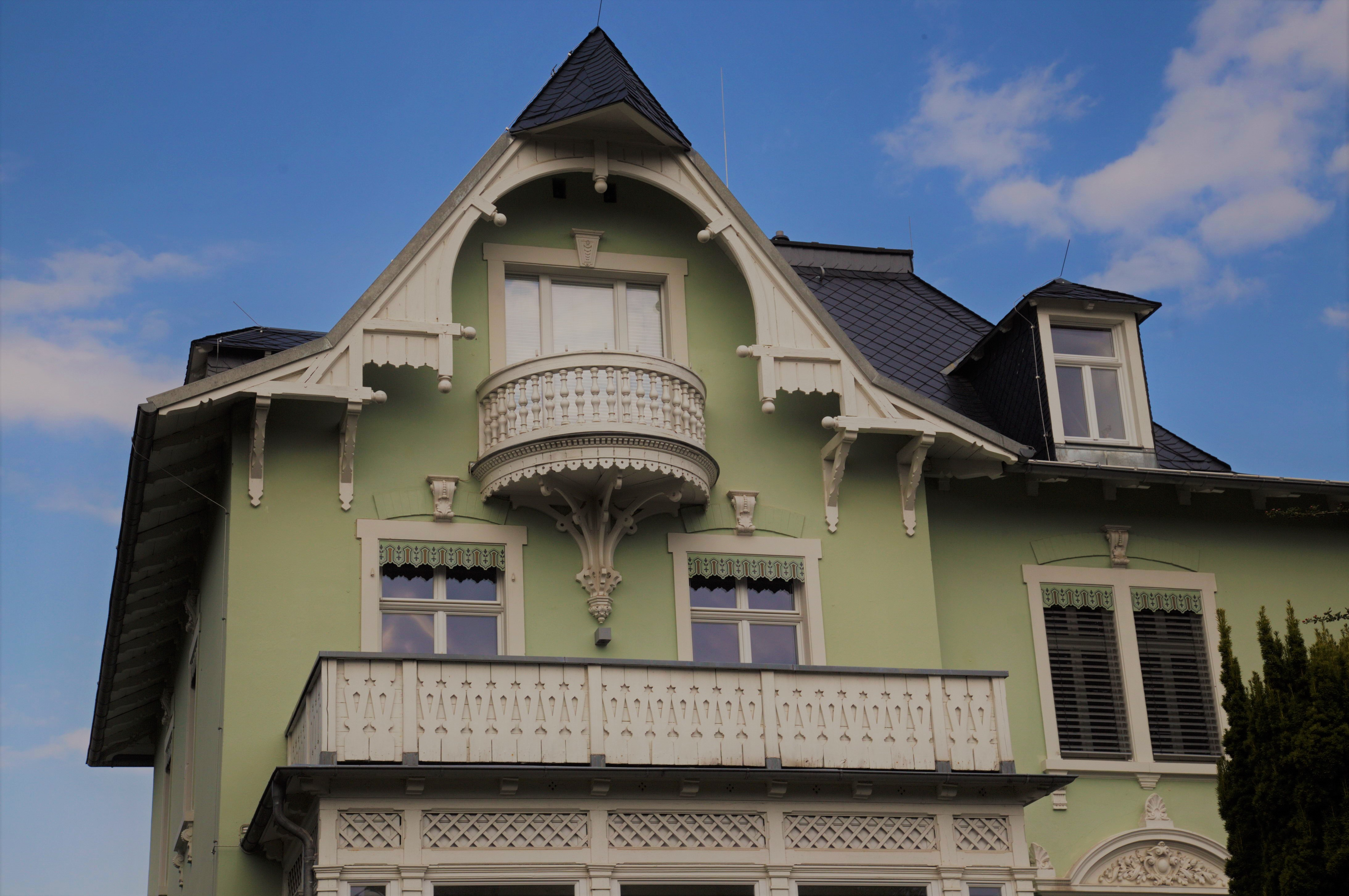
Mietvilla Dr.-Schmincke-Allee 19, Giebeldetails

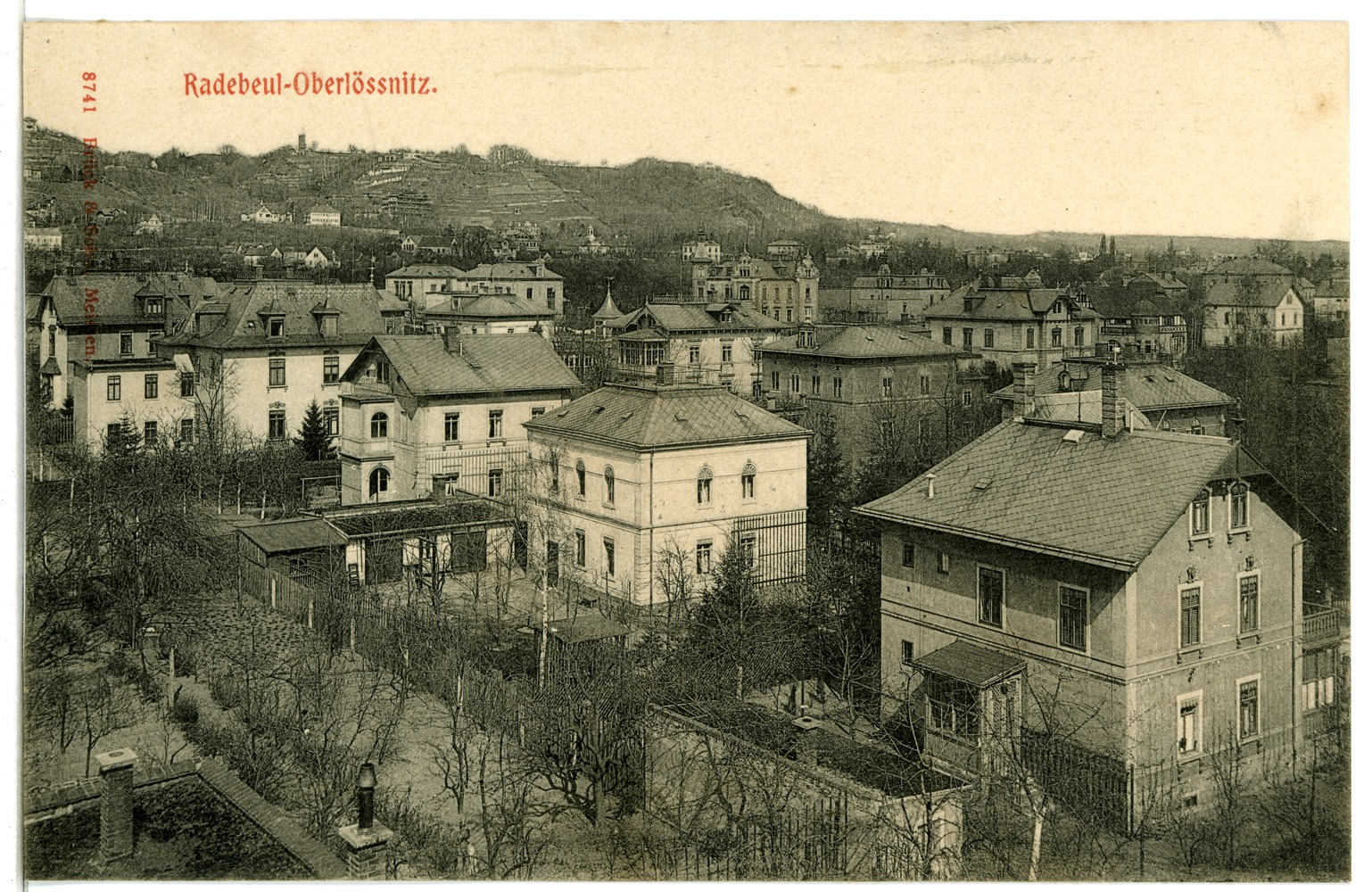
Rückseite Dr.-Schmincke-Allee 19 (2. von links; 1907), gut zu sehen der zweistöckige Anbau

## Beschreibung
Die zusammen mit ihrer Einfriedung unter Denkmalschutz stehende, größere Mietvilla ist ein zweigeschossiges Wohnhaus mit einem rückwärtigen Seitenflügel sowie einem ausgebauten Dachgeschoss. In dem weit vorkragenden, schiefergedeckten Pyramidenstumpfdach befinden sich einige Dachgauben.
Links in der Hauptansicht zur Straße steht ein Seitenrisalit mit einem aufwendig gestalteten Gesprengegiebel unter einem Satteldach mit einer vorgezogenen, aufgesetzten Dachspitze als Wetterschutz für den darunterliegenden, halbrunden Holzbalkon. Im Erdgeschoss steht eine hölzerne, verglaste Veranda mit einem Austritt obenauf. In der rechten Rücklage der Straßenansicht befinden sich aufwendig gestaltete Fenster, dasjenige im Erdgeschoss ist reich eingefasst durch Pilaster sowie eine Segmentgiebelverdachung mit Akroteren. Die anderen Fenster werden durch Überfangbögen mit Schlusssteinen geschmückt.
Die Einfriedung besteht aus Lanzettzaunfeldern zwischen Sandsteinpfosten.

## Geschichte
Die Dr.-Schmincke-Allee wurde 1876 von den ortsansässigen Baumeistern Gebrüder Ziller erschlossen und als Albertstraße der Öffentlichkeit zur Verfügung gestellt, benannt nach dem seinerzeitigen sächsischen König Albert. Ab 1904 hieß sie Kaiser-Friedrich-Allee. Das Rondell in der Dr.-Schmincke-Allee (Fontainenplatz) entstand auf eigene Kosten der Gebrüder Ziller als ovaler Platz, um den herum vier Villen errichtet wurden. Auf dem Rondell entstand in einer Grünfläche ein Brunnenbecken mit der namensgebenden „Fontaine“, die nach über 50 Jahren Untätigkeit im Jahr 2008 durch den ortsansässigen verein für denkmalpflege und neues bauen radebeul wieder ausgegraben und in Betrieb gesetzt werden konnte. Die Stadt Radebeul lässt diese Fontäne in Zukunft wieder sprudeln. Die Gebrüder Ziller stellten um das Brunnenbecken vier Figuren der Firma Ernst March, Charlottenburg auf, die die Vier Jahreszeiten darstellen und deren Entwürfe von Julius Franz stammen. Diese 1880 als Katalogware beschafften, lebensgroßen Figuren stehen auf Postamenten und blicken in Richtung Brunnen.
Am südwestlichen Rand des Platzes errichteten die Gebrüder Ziller in den Jahren 1892–1894 eine größere Mietvilla, die als gespiegeltes Pendant zur nördlich gelegenen Mietvilla Dr.-Schmincke-Allee 21 entworfen wurde.
Ab 1948 war die Villa Verlagssitz des Neumann Verlags von Martin Schönbrodt-Rühl.